# Sosa (Vagos)
Sosa ist eine Gemeinde (Freguesia) im portugiesischen Kreis Vagos. In ihr leben 2817 Einwohner (Stand 19. April 2021).